# Râul Frasin, Tazlăul Sărat
Râul Frasin este un curs de apă, afluent al râului Tazlăul Sărat. 